# Plowmania
Plowmania, je monotipski biljni rod iz porodice pomoćnica smješten u tribus Petunieae, dio novopriznate potporodice Petunioideae. Jedina vrsta je P. nyctaginoides, grm iz Chiapasa i Gvatemale
Opisan je u Kurtziana 18: 127. 1986.

## Sinonimi
- Brunfelsia nyctaginoides Standl.; Publ. Field Mus. Nat. Hist., Chicago, Bot. Ser. 22: 47 (1940)